# John H. Hubbard
Pour les articles homonymes, voir John Hubbard et Hubbard.
John Hamal Hubbard né le 6 ou le 7 octobre 1945 est un mathématicien américain professeur à l'université Cornell et à l'université de Provence. Il est connu pour sa collaboration avec Adrien Douady avec qui il a démontré en 1982 que l'ensemble de Mandelbrot est connexe.
John Hubbard a obtenu un doctorat d'État de l'université Paris-Sud en 1973 ; sa thèse, Sur les sections analytiques de la courbe universelle de Teichmüller, fut publiée par l'American Mathematical Society. 
John Hubbard s'intéresse à des domaines mathématiques variés, allant de l'analyse complexe à la géométrie différentielle. Il est l'auteur de nombreuses et importantes publications sur la dynamique complexe et a écrit plusieurs livres. Les derniers en date sont consacrés à la théorie de Teichmüller et à quatre théorèmes de William Thurston.